# Orciprenalin
Orciprenalin (INN, takođe poznat kao metaproterenol) je broncodilatator koji se koristi u tretmanu astme. Orciprenalin je umereno selektivan agonist beta2-adrenergičkog receptora koji stimuliše receptore glatkih mišića pluća, uterusa, i vaskulature koja opskrbljuje skeletalne mišiće, sa minimalnim uticajem na alfa-adrenergičke receptore. Farmakološko dejstvo beta adrenergičkih agonista, poput orciprenalina, se manjim delom pripisuje stimulaciji putem beta adrenergičkih receptora intracelularne adenil ciklaze, enzima koji katalizuje konverziju ATP do cAMP. Povišeni cAMP nivodi su vezani za relaksaciju bronhijalnih glatkih mišića i inhibiciju otpuštanja posrednika hipersenzitivnosti iz mnogih ćelija, a posebno mastocita.

## Spoljašnje veze
|  | Molimo Vas, obratite pažnju na važno upozorenje u vezi sa temama iz oblasti medicine (zdravlja). |